# 詹卢卡·高迪诺
詹卢卡·高迪诺（德語：Gianluca Gaudino，1996年11月11日—）是一位德国足球运动员，司职中场。现效力瑞士超球队年青人。

## 俱乐部生涯
高迪诺于2004年在拜仁慕尼黑青训营开始其足球生涯。在2012-13赛季的U-17德甲联赛中，他共代表拜仁17岁以下青年队上阵24次，并射入1球。至2013-14赛季，他又成为了拜仁19岁以下青年队的一员，并在U-19德甲联赛中上阵22次。此外，他还在欧洲青年联赛中获得过5次出场机会。
2014年7月，尽管实际上仍然拥有代表19岁以下青年队出战的资格，但时年17岁的高迪诺还是跟随一线队主教练佩普·瓜迪奥拉参加了2014-15赛季的季前训练，这主要是因为一线队内众多的世界杯参赛球员需要延迟归队。他曾在一些友谊赛中被召入参赛大名单并登场亮相，例如德国电信杯和在美国举行的职业大联盟明星赛。高迪诺代表一线队参加的首场正式比赛是2014年8月13日，在以0比2不敌多特蒙德的2014年德国超级杯中首发出场。随后，他还获得瓜迪奥拉的青睐继续跟随一线队备战2014-15赛季德甲联赛，因此得以在2014年8月17日对阵明斯特的德国杯首轮赛事中再次出场。
高迪诺于德甲联赛中的首秀是2014年8月22日，在拜仁慕尼黑以2比1战胜沃尔夫斯堡的2014-15赛季德甲揭幕战中首发出场。凭借着17岁9个月又11天的年龄，他成为了继皮埃尔·霍伊别格、大卫·阿拉巴和托尼·克罗斯之后，拜仁俱乐部历史上第4年轻的德甲出场球员。

## 家庭背景
高迪诺的祖父母均来自意大利，作为德国的外来移民，其父亲毛里齐奥·高迪诺也是一位前职业足球运动员，曾效力过斯图加特、法兰克福及曼城等球队，并曾5次代表德国国家队上阵及射入1球。